# José Watanabe
José Watanabe (Trujillo, 17 de marzo de 1945-Lima, 25 de abril de 2007) fue un reconocido poeta y guionista peruano.

## Biografía
Nacido en Laredo, un pequeño pueblo al este de Trujillo. Su madre Paula Varas Soto, peruana, y su padre Harumi Watanabe Kawano, japonés de quien cuenta aprendió el arte del haiku. 
Watanabe vivió una infancia humilde, pero en 1956 su familia ganó el premio mayor de la lotería de Lima y Callao, por lo que se mudaron a Trujillo y los veranos lo pasaban en Huanchaco. Él fue el primero de sus hermanos en seguir estudios secundarios y los hizo en el Colegio Nacional San Juan de Trujillo. A pesar de que en sus inicios le gustaba las ciencias, luego se inclinó por la literatura. En este prestigioso centro educativo escribió dos poemas que fueron publicados en la revista del colegio. 
Luego, José migró hacia Lima para seguir estudios superiores, pero el recuerdo de Laredo quedaría siempre en su memoria, por lo cual muchos de sus poemas se ubican espacialmente ahí, un Laredo que hoy sólo existe, con sus cuatro calles, en el imaginario creado por el poeta. En Lima, estudió los primeros años de la carrera de Arquitectura en la Universidad Nacional Federico Villarreal, pero la abandonó después de casi dos años. Su formación fue esencialmente autodidacta, y no sólo se desarrolló como poeta, sino también como guionista de cine y documentales, estuvo muy involucrado en el medio televisivo e hizo una adaptación de Antígona de Sófocles para el grupo de teatro Yuyachkani.

## Trayectoria

### José Watanabe y la generación del 70
Watanabe es una de las voces más propias entre los poetas peruanos del 70, una generación caracterizada por sus experimentos con el coloquialismo, su ruptura con la tradición poética peruana anterior a ellos, y su radicalismo ideológico. También fue una generación gregaria, en la cual, en su primera fase, primaron más los grupos que las individualidades. El grupo más activo y beligerante fue Hora Zero, pródigo en manifiestos, recitales y publicación de revistas mimeografiadas. En esta etapa, con Watanabe destacaron otros poetas como Abelardo Sánchez León, Enrique Verástegui, María Emilia Cornejo, Jorge Pimentel, Juan Ramírez Ruíz y Vladimir Herrera. En una fase posterior, que trascendió a los grupos y se volcó más al formalismo, la generación de poetas peruanos del 70 dio admirables frutos con las obras de Luis Alberto Castillo, Luis La Hoz, Juan Carlos Lázaro, Carlos López Degregori y Mario Montalbetti. Watanabe, sin ser considerado integrante de alguno de estos círculos literarios, compartió mucho de su juventud con su generación, especialmente los vinculados a la revista Estación Reunida (Tulio Mora, Oscar Málaga, Elqui Burgos, José Rosas Ribeyro, etc.). Su literatura se mantuvo independiente de todo el trajín político que afectaba a su país, lo cual se hace evidente en su poesía. En ella, las preocupaciones de la época si aparecen, pasan inadvertidas. Es más bien producto y gracias a sus vivencias e íntima forma de escribir que gana en 1970 el primer premio del concurso Poeta Joven del Perú con el poemario Álbum de familia (compartido con "Después de caminar cierto tiempo hacia el este" de Antonio Cillóniz).

### Su afinidad con la tradición poética japonesa
También llamado poeta sabio, Watanabe busca trascender en su poesía. De su padre, no sólo aprendió el control de las manifestaciones emocionales, que llama refrenamiento; sino también y sobre todo la forma poética del haiku, la expresión mejor lograda de la mirada oriental del mundo que, por los senderos del budismo zen y el taoísmo, busca a la naturaleza pura y real irradiando su misterio en cada observación. Es a través de este miramiento desinteresado, sereno y simplemente testimonial, que el poeta describe los fenómenos que percibe en su belleza inocente de toda prisa por vivir, de toda ideología y de toda pasión. Análogamente al refrenamiento, el haiku expresa esta voluntad de dejar que las cosas vivan y se den mientras el poeta queda inerte en la inacción, en solo la contemplación. Se convierte en solo ojos para ver y para nada más.
El haiku es además la vía hacia el satori de la tradición zen o la iluminación. Esto es la fusión entre el sujeto y el universo, que lo lleva a la comprensión absoluta de la verdad, y a una gran paz silenciosa e inexplicable, que en el hinduismo es llamado samādhi. Este misticismo que no pertenece a ningún grupo social en particular sino a la humanidad toda, es lo que hace que uno se aproxime a la literatura de José Watanabe como a un clásico, que a través de sus sucintas frases nos hace unificar nuestros sentidos y vivir el aquí-ahora de sus ensoñaciones descriptivas y completas para extraer de estos momentos vacuos y delicados una enseñanza, que cada quién encuentra como un abismo.

### Watanabe dentro de la poesía peruana
Pero nuestro autor no solo es heredero oriental de este laconismo contemplativo sino también cabe resaltar una tradición hispana en el uso de la palabra y en su humor criollo, que nos puede sorprender para lograr una sonrisa desprevenida con una de sus palabras que desmitifican al cuerpo del tabú y que rompen con el tono solemne, como en El baño “si yo hubiera tenido tetas / serían / como las tuyas” o como en Canción “Pichi de mujer / no es pichi de hombre”. 
Sus poemas no pueden ser considerados haikus, aunque su efecto sea parecido. Sino que son más bien parábolas, breves narraciones que alegorizan situaciones humanas en las que cualquiera puede reconocerse y que trabajan muy bien el clásico tópico del carpe diem. También se ha señalado que bajo los nombres de Stéphane Mallarmé y Paul Verlaine, Watanabe se dejó influenciar por la poesía simbolista francesa por la musicalidad de sus versos y la facilidad para la sugerencia, que no cae en moraleja sino en leve señalamiento implícito en el comportamiento y actitudes de sus personajes narradores.

## Poemarios publicados
- Álbum de familia (Lima, 1971).
- El huso de la palabra (Lima, 1989).
- Historia natural (Lima, 1994).
- Cosas del cuerpo (Lima, 1999).
- Antígona (Lima, 2000, versión libre de la tragedia de Sófocles).
- Habitó entre nosotros (Lima, 2002).
- Lo que queda (Monte Ávila, Caracas, 2005, antología)
- La piedra alada (Pre-Textos, Valencia, 2005-Peisa, Lima, 2005)
- Banderas detrás de la niebla (Pre-Textos, Valencia, 2006-Peisa, Lima, 2006)

## Antologías de su obra
- Path Through the Canefields (Londres, 1997).
- El guardián del hielo (Norma, Bogotá, 2000). Selección de Piedad Bonnet
- Elogio del refrenamiento. Antología poética 1971-2003, (Renacimiento, Sevilla, 2003). Selección y presentación de Eduardo Chirinos.
- Lo que queda (Monte Ávila, Caracas, 2005). Selección y prólogo de Micaela Chirif
- Poesía completa (Pretextos, España, 2008). Prólogo de Darío Jaramillo
- El desierto nunca se acaba (Textofilia, México, 2013). Selección y prólogo de Tania Favela Bustillo

## Cuentos para niños
- Andrés Nuez perdido entre las frutas.
- Andrés Nuez y los colores.
- Andrés Nuez cuenta hasta diez.
- Perro pintor y sus elefantes azules.
- Un perro muy raro.
- Don Tomás y los ratones.
- Don Antonio y el albatros. En coautoría con Micaela Chirif
- Lavandería de fantasmas.
- El pájaro pintado
- Melchor el tejedor
- El lápiz rojo.

## Filmografía
- Ojos de perro[3] (1983) - Coguionista junto a Alberto Durant y Miguel Ramón
- Maruja en el infierno[4] (1983) - Coguionista junto a Edgardo Russo y Francisco Lombardi
- La ciudad y los perros[5] (1985) - Guionista
- Alias "La Gringa"[6] (1991) - Coguionista junto a José María Salcedo y Alberto Durant
- Reportaje a la Muerte[7] (1993) - Guionista
- Anda, Corre, Vuela[8] (1995) - Coguionista junto a René Weber
- Memorias del Paraíso[9] (2003) - Coguionista junto a Sonia Goldenberg

## Opiniones de contemporáneos
- Francisco Calvo Serraller: «Watanabe escruta las huellas del temblor inscrito en las superficies de las cosas, remitiéndonos a su aliento creador. El mapa de la vida, donde geográficamente está también consignada la muerte. Cada uno de sus versos apunta a esta revelación»[10]
- Tania Favela: «En la poesía de Watanabe hay elementos muy bellos pero que no son solo eso, sino que siempre se siente una especie de ironía, sarcasmo, escepticismo que rompe con esa integración total. Él encuentra su lugar en el poema y también hace del poema un lugar.»[11]